# Bærum SK (Eishockey)
Die Eishockeyabteilung des Bærum SK aus dem norwegischen Bærum gehörte in den 1930er und 1940er Jahren zu den erfolgreichsten Eishockeymannschaften des Landes. 

## Geschichte
Die Eishockeyabteilung des Bærum SK spielte erstmals in der Saison 1935/36 als Grane SK in der höchsten norwegischen Spielklasse. In den Spielzeiten 1935/36, 1936/37, 1938/39, 1939/40 und 1946/47 gewann die Mannschaft jeweils den norwegischen Meistertitel. Im Jahr 1946 wurde das Team wie der gesamte Stammverein in IL Mode umbenannt. Zuletzt spielte die Mannschaft in der Saison 1953/54 in der höchsten norwegischen Spielklasse. Anschließend wurde die Eishockeyabteilung des Bærum SK aufgelöst. 